# Энджел (станция метро)
«Энджел» (англ. Angel) — станция лондонского метрополитена в районе Энджел боро Ислингтон. Находится на ветке до «Бэнк-энд-Моньюмент» Северной линии между станциями «Олд-Стрит» и «Кингс-Кросс Сент-Панкрас» в транспортной зоне 1. Станция была построена City & South London Railway (C&SLR) 17 ноября 1901 года. До открытия 12 мая 1907 года станции «Юстон» являлась конечной.
В 1992 году станция была перестроена. Для больше пропускной способности расширена платформа поездов, следующих на юг, за счёт переноса линии на север в новый тоннель. На станции установлены самые длинные эскалаторы Лондонского метро, являющиеся четвёртыми по длине в Западной Европе. В будущем «Энджел» может стать частью линии Crossrail 2, соединяющей север Суррея, юго-запад Лондона и юго-восток Хартфордшира.

## Расположение
Вход на станцию расположен на Ислингтон-Хай-стрит. Рядом находится несколько театров, не входящих в группу Вест-Энда: «Олд-Ред-Лайон», «Сэдлерс-Уэллс», «Кингс-Хед» и «Алмейда». Это также ближайшая станция к главному кампусу Лондонского городского университета, рынку «Чепел-Маркет», антикварному рынку и торговым рядам в Камденского пассажа. Между «Энджел» и «Олд-Стрит» находится недействующая станция «Сити-Роуд».

## История
Станция «Энджел» построена City & South London Railway (C&SLR) 17 ноября 1901 года в качестве конечной остановки новой ветки от станции «Моргейт». Своё название получила по одноимённому району, который, в свою очередь, назван в честь располагавшейся здесь по крайней мере с 1638 года таверны «Энджел-Инн» (англ. Angel Inn). Наземное здание станции построено по проекту Сиднея Смита. Оно располагалось на углу Сити-роуд и Торренс-стрит. 12 мая 1907 года C&SLR продлила ветку до «Юстона», и «Энджел» стала транзитной станцией.
Как и многие станции C&SLR, первоначально в тоннеле была построена островная платформа, обслуживающая два пути в одном туннеле. До реконструкции станции доступ к платформе с улицы осуществлялся с помощью трёх электрических лифтов. Когда в начале 1920-х годов линия была закрыта на реконструкцию тоннеля для увеличения его диаметра, фасад станции был облицован плиткой, а лифты заменены на новые.

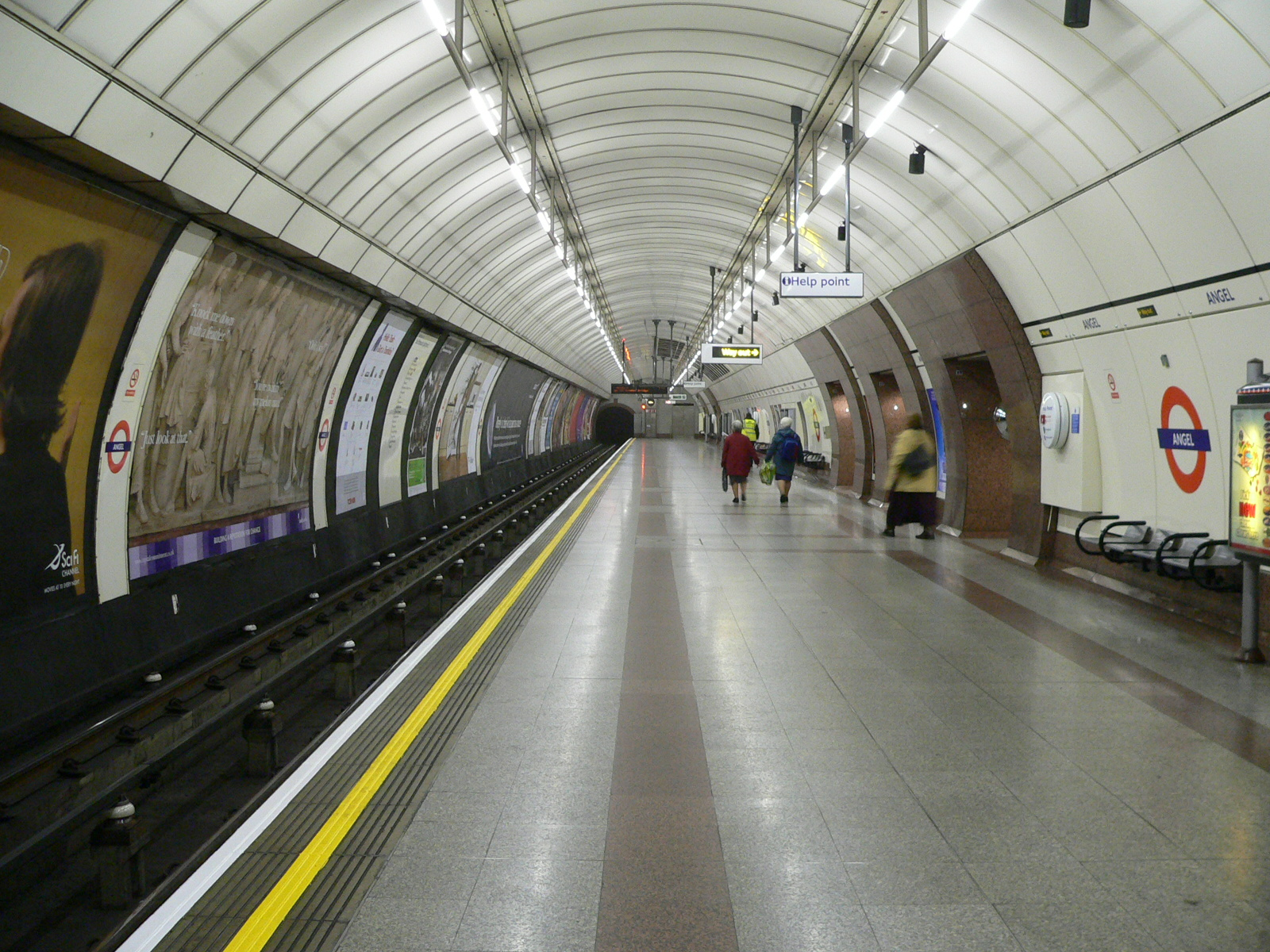
Широкая платформа линии, идущей на юг, занимает весь первоначальный туннель станции

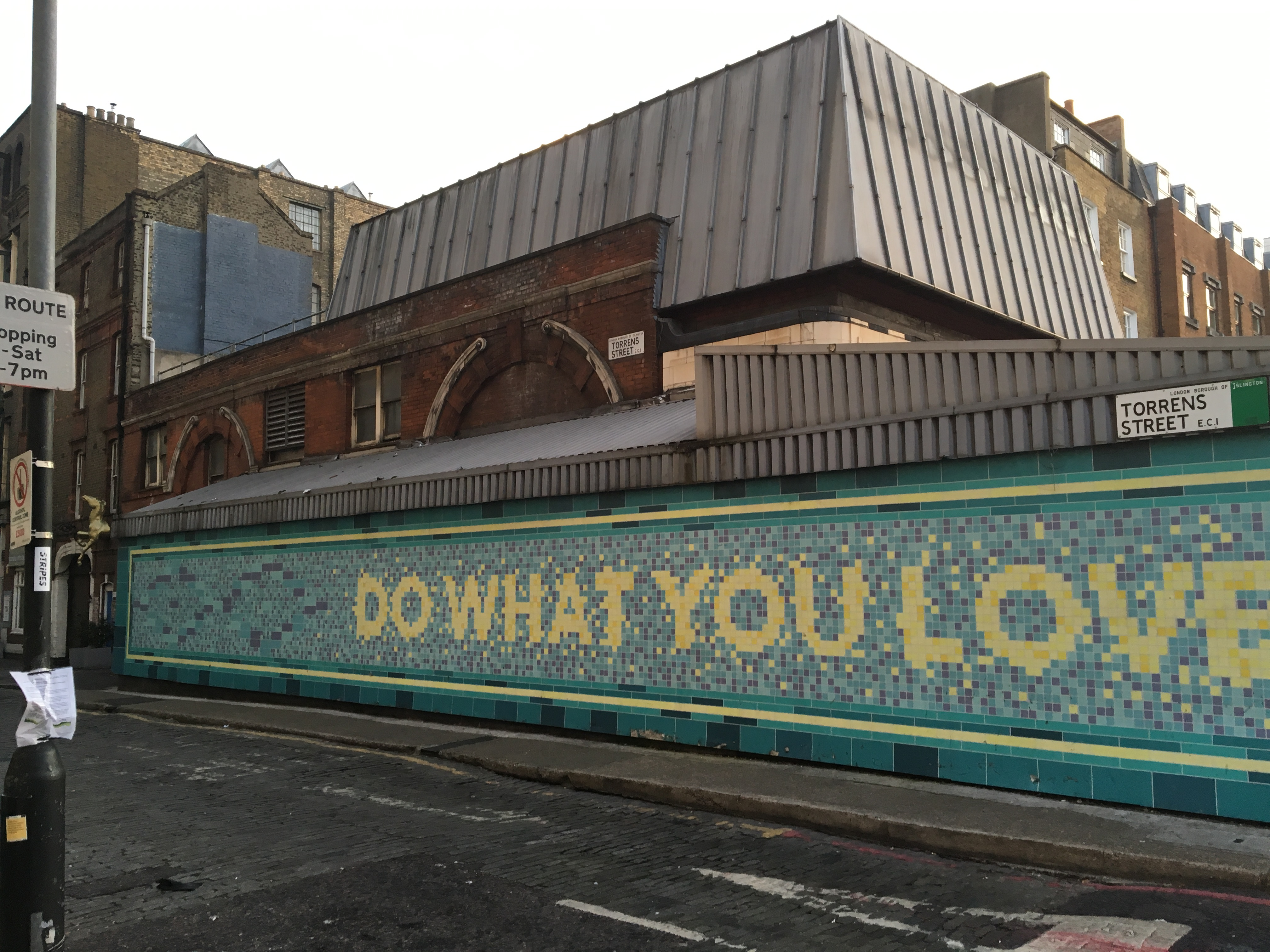
Вход на станцию с Торренс-стрит

### Реконструкция станции
В течение многих лет с момента открытия станция была перегружена. Очень узкая островная платформа (всего 3,7 м) представлялась небезопасной. Для устранения этих недостатков в начале 1990-х годов был проложен новый участок тоннеля и построена новая платформа для поездов, следующих на север. Платформа южного направления была расширена и полностью заняла первоначальный 9-метровый тоннель станции. В результате она стала шире, чем большинство платформ станций глубокого заложения Лондонского метро. Лифты и старое наземное здание были закрыты. 10 августа 1992 года был открыт новый вход на станцию на Ислингтон-Хай-стрит вместе с новой платформой северного направления. Увеличенная платформа южного направления открылась 17 сентября 1992 года. Из-за расстояния между новым входом и платформами и глубины заложения станции потребовалось построить два пролёта эскалаторов, расположенные почти под прямым углом.

## Станция сегодня

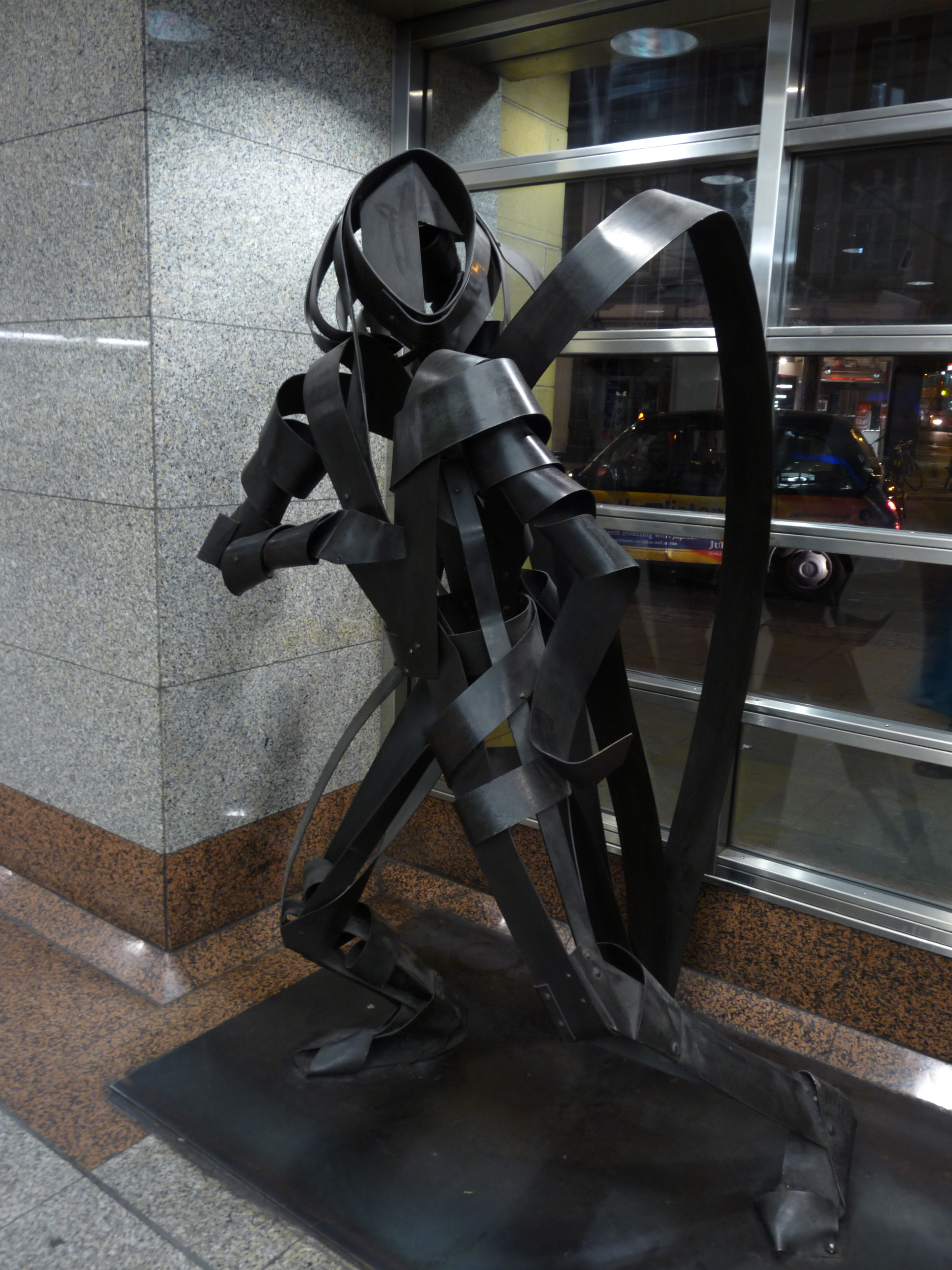
Скульптура у билетных касс

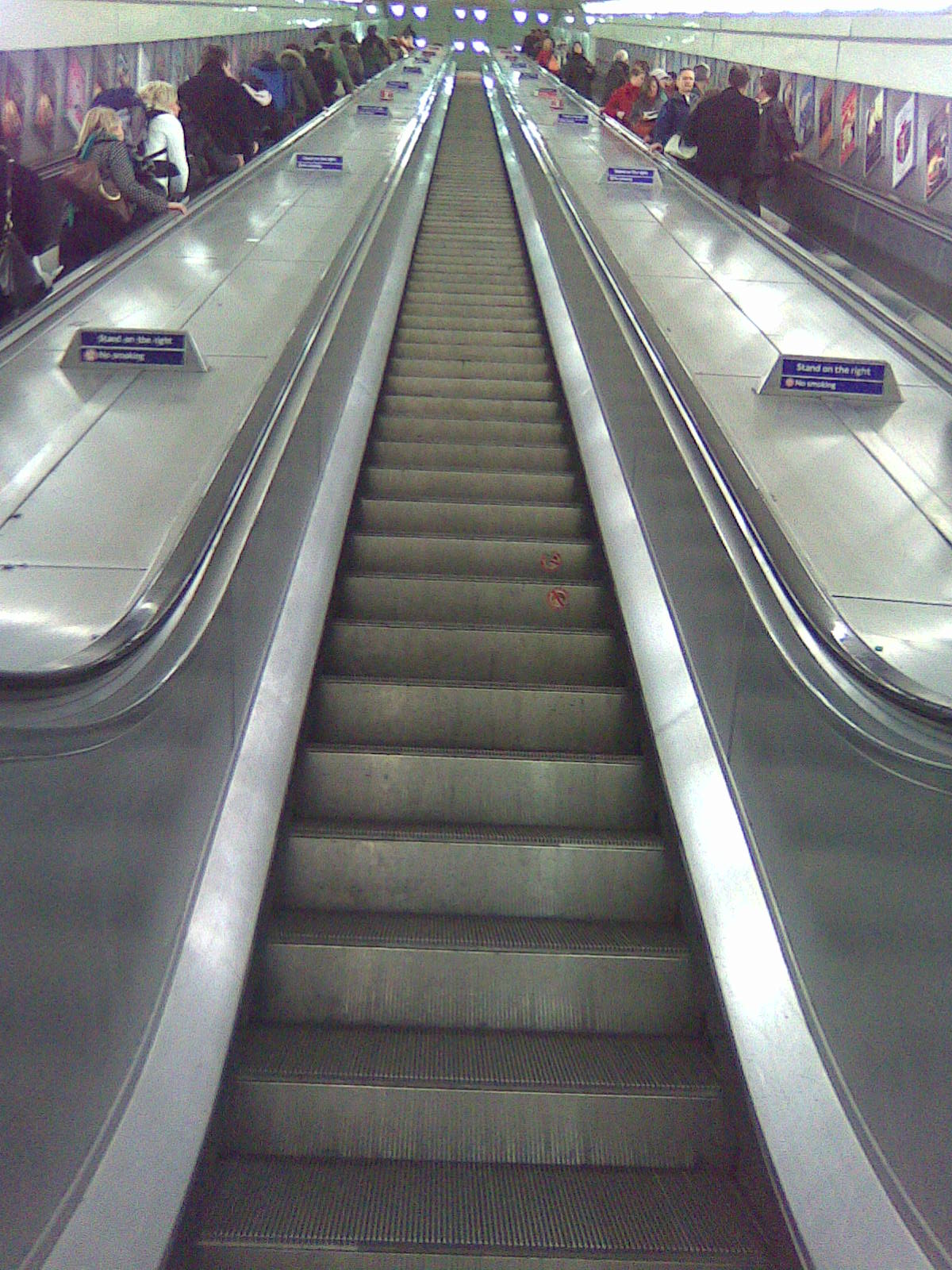
Самый длинный эскалатор в Лондонском метро

Возле билетных касс станции установлена скульптура «Ангел» работы Кевина Бойза (англ. Kevin Boys).

### Эскалаторы
«Энджел» — одна из четырнадцати станций лондонской подземки, на которые можно попасть только с помощью эскалатора. Вертикальный перепад составляет 27 м, длина эскалатора — 61 м, что делает его самыми длинными в Лондонском метро и вторым по длине эскалатором в Великобритании (после эскалатора Пятого терминала аэропорта Хитроу).

### Обновление станции
В 2007 году был проведён ремонт станции. Были установлены дополнительные камеры видеонаблюдения и терминалы помощи, в результате чего их стало 77 и 9 соответственно. Терминалы также были обновлены, чтобы лучше помогать пассажирам с нарушениями слуха. Установлено новое оборудование связи, заменены повреждённые вывески и указатели.

## Боковая линия
На момент открытия на станции был предусмотрен боковой путь для стоянки поездов, выходящий слева на северную линию к югу от станции . На протяжении многих лет эта ветка сохранялась, однако 23 января 1959 года она была закрыта, а дежурный пост на ней упразднён. Путь оставался заброшенным и не использовался до реконструкции. Часть бокового пути была использована при строительстве нового тоннеля линии на север.

## График движения и наземный транспорт
Частота поездов меняется в течение дня. По графику 2014 года интервал составляет от 3 до 6 минут с 06:03 до 00:25 в обоих направлениях.
У станции останавливаются автобусные маршруты 4, 19, 30, 38, 43, 56, 73, 153, 205, 214, 274, 341, 394 и 476, а также ночные маршруты N19, N38, N41, N73, N205 и N277.

## Планы развития
«Энджел» предполагается включить в проект Crossrail 2 (линия Челси—Хакни) в качестве пересадочной станции между Crossrail 2 и Северной линией. В зависимости от вариантов маршрут, она окажется между «Кингс-Кросс Сент-Панкрас» и «Далстон-Джанкшен» или «Хакни-Сентрал». Официально она включена в проект в 2007 году, хотя фигурировала в вариантах маршрута Crossrail 2 и ранее, начиная с 1991 года.

## В культуре
Эскалаторы станции и платформа южного направления показаны в популярном болливудском «Непохищенная невеста».
Станции посвящена серия Heart of the Angel документального сериала BBC 40 Minutes 1989 года.